# 帕托内斯
帕托内斯，是西班牙马德里自治区的一个市镇。总面积35平方公里，总人口502人（2013年），人口密度14.6人/平方公里。